# Autódromo Juan y Oscar Alfredo Gálvez
Das Autódromo Juan y Oscar Alfredo Gálvez (kurz auch: Autódromo de Buenos Aires) ist eine in Buenos Aires gelegene Motorsport-Rennstrecke. Es befindet sich im Stadtteil Villa Riachuelo, an der Avenida 27 de Febrero. Der Kurs gilt als recht langsam und bietet aufgrund seines Layouts wenig Überholmöglichkeiten.
Die Rennstrecke wurde 1989 zu Ehren von Oscar Alfredo Gálvez benannt. Gálvez war ein argentinischer Rennfahrer, der in der Formel 1 am Großen Preis von Argentinien 1953 teilnahm und dabei den fünften Platz belegte. 2008 wurde die Strecke zu Ehren der argentinischen Rennfahrerbrüder Juan und Oscar Alfredo Gálvez in Autódromo Juan y Oscar Alfredo Gálvez umbenannt.

## Geschichte
In Buenos Aires wurden zwischen 1953 und 1998 20 Formel-1-Grands-Prix ausgetragen. In den 1950er und 1970er Jahren fand der Große Preis von Argentinien stets im Januar statt und war daher gerade in den 1950ern, als ein Rennen noch drei Stunden dauerte, als „Hitzeschlacht“ bekannt. Im Laufe der Jahre wurden verschiedene Streckenvarianten gefahren: In den Austragungen bis 1960 wurde Variante Nr. 2 mit der Haarnadelkurve „Horquilla“ vor der Start-Ziel-Geraden gefahren. Die 1972 und 1973 gefahrene Variante Nr. 9 hingegen vermied diese Kurve und bot vor Start/Ziel stattdessen die Rechts-Links-Kombination „Curva de Parga“. Von 1974 bis 1981 hingegen wurde die längste Variante Nr. 15 gefahren, die eine mit hoher Geschwindigkeit gefahrene Schleife um den Lago de Regates enthielt. In den 1990er Jahren schließlich wurde jeweils Variante Nr. 6 gefahren, die gegenüber Variante Nr. 9 die zusätzliche Infield-Passage „Confiteria“ umfasste.
Erwähnenswert ist die Tatsache, dass der fünffache Weltmeister Juan Manuel Fangio sein Heimrennen bei sechs Starts viermal gewann.
Im Rahmen der Motorrad-Weltmeisterschaft wurde hier zwischen 1961 und 1999 insgesamt zehn Mal der Große Preis von Argentinien für Motorräder ausgetragen.

## Statistik

### Alle Sieger von Formel-1-Rennen in Buenos Aires
| Nr. | Jahr | Fahrer                          | Konstrukteur | Motor    | Reifen | Zeit          | Streckenlänge | Runden | Ø-Tempo      | Datum      | GP von      |
| --- | ---- | ------------------------------- | ------------ | -------- | ------ | ------------- | ------------- | ------ | ------------ | ---------- | ----------- |
| 1   | 1953 | Alberto Ascari                  | Ferrari      | Ferrari  | P      | 3:01:04,600 h | 3,912 km      | 97     | 125,736 km/h | 18. Januar | Argentinien |
| 2   | 1954 | Juan Manuel Fangio              | Maserati     | Maserati | P      | 3:00:55,800 h | 3,912 km      | 87     | 112,865 km/h | 17. Januar | Argentinien |
| 3   | 1955 | Juan Manuel Fangio              | Mercedes     | Mercedes | C      | 3:00:38,600 h | 3,912 km      | 96     | 124,738 km/h | 16. Januar | Argentinien |
| 4   | 1956 | Juan Manuel Fangio/ Luigi Musso | Ferrari      | Ferrari  | E      | 3:00:03,700 h | 3,912 km      | 98     | 127,748 km/h | 22. Januar | Argentinien |
| 5   | 1957 | Juan Manuel Fangio              | Maserati     | Maserati | P      | 3:00:55,900 h | 3,912 km      | 100    | 129,729 km/h | 13. Januar | Argentinien |
| 6   | 1958 | Stirling Moss                   | Cooper       | Climax   | C      | 2:19:33,700 h | 3,912 km      | 80     | 134,547 km/h | 19. Januar | Argentinien |
|     |      |                                 |              |          |        |               |               |        |              |            | Argentinien |
| 7   | 1960 | Bruce McLaren                   | Cooper       | Climax   | D      | 2:17:49,500 h | 3,912 km      | 80     | 136,242 km/h | 7. Februar | Argentinien |
|     |      |                                 |              |          |        |               |               |        |              |            | Argentinien |
| 8   | 1972 | Jackie Stewart                  | Tyrrell      | Ford     | G      | 1:57:58,820 h | 3,345 km      | 95     | 161,607 km/h | 23. Januar | Argentinien |
| 9   | 1973 | Emerson Fittipaldi              | Lotus        | Ford     | G      | 1:56:18,220 h | 3,345 km      | 96     | 165,663 km/h | 28. Januar | Argentinien |
| 10  | 1974 | Denis Hulme                     | McLaren      | Ford     | G      | 1:41:02,010 h | 5,968 km      | 53     | 187,841 km/h | 13. Januar | Argentinien |
| 11  | 1975 | Emerson Fittipaldi              | McLaren      | Ford     | G      | 1:39:26,290 h | 5,968 km      | 53     | 190,855 km/h | 12. Januar | Argentinien |
|     |      |                                 |              |          |        |               |               |        |              |            | Argentinien |
| 12  | 1977 | Jody Scheckter                  | Wolf         | Ford     | G      | 1:40:11,190 h | 5,968 km      | 53     | 189,429 km/h | 9. Januar  | Argentinien |
| 13  | 1978 | Mario Andretti                  | Lotus        | Ford     | G      | 1:37:04,470 h | 5,968 km      | 52     | 191,813 km/h | 15. Januar | Argentinien |
| 14  | 1979 | Jacques Laffite                 | Ligier       | Ford     | G      | 1:36:03,210 h | 5,968 km      | 53     | 197,580 km/h | 21. Januar | Argentinien |
| 15  | 1980 | Alan Jones                      | Williams     | Ford     | G      | 1:43:24,380 h | 5,968 km      | 53     | 183,531 km/h | 13. Januar | Argentinien |
| 16  | 1981 | Nelson Piquet                   | Brabham      | Ford     | M      | 1:34:32,740 h | 5,968 km      | 53     | 200,731 km/h | 12. April  | Argentinien |
|     |      |                                 |              |          |        |               |               |        |              |            | Argentinien |
| 17  | 1995 | Damon Hill                      | Williams     | Renault  | G      | 1:53:14,532 h | 4,259 km      | 72     | 162,474 km/h | 9. April   | Argentinien |
| 18  | 1996 | Damon Hill                      | Williams     | Renault  | G      | 1:54:55,322 h | 4,259 km      | 72     | 160,099 km/h | 7. April   | Argentinien |
| 19  | 1997 | Jacques Villeneuve              | Williams     | Renault  | G      | 1:52:01,715 h | 4,259 km      | 72     | 164,234 km/h | 13. April  | Argentinien |
| 20  | 1998 | Michael Schumacher              | Ferrari      | Ferrari  | G      | 1:48:36,175 h | 4,259 km      | 72     | 169,414 km/h | 12. April  | Argentinien |

Rekordsieger
Fahrer: Juan Manuel Fangio (4) • Fahrernationen: Argentinien/Großbritannien (je 4) • Konstrukteure: Williams (4) • Motorenhersteller: Ford (9) • Reifenhersteller: Goodyear (12)